# Albalat de la Ribera (kommunhuvudort)
Albalat de la Ribera är en kommunhuvudort i Spanien.   Den ligger i provinsen Província de València och regionen Valencia, i den östra delen av landet, 300 km öster om huvudstaden Madrid. Albalat de la Ribera ligger 16 meter över havet och antalet invånare är 3 444.
Terrängen runt Albalat de la Ribera är huvudsakligen platt, men söderut är den kuperad.Runt Albalat de la Ribera är det ganska tätbefolkat, med 179 invånare per kvadratkilometer. Närmaste större samhälle är Algemesí, 4,6 km väster om Albalat de la Ribera. 